# Вебер, Ганс (политик)
Ганс Вебер (23 января 1895 года в Мюльдорфе-на-Инне — 15 января 1986 года) — немецкий политик, член КПГ.

## Происхождение и молодость
Ганс Вебер был сыном печника и из-за бедности семьи мог посещать только начальную школу. Однако из-за своего очень хорошего почерка он нашел работу машинистки. В Шпейере примкнул к рабочему молодежному движению в 1913, но в 1914 выступал против политики руководства СДПГ, поддерживавшего военную политику имперского правительства. В 1917, после её основания, сразу перешёл в НСДПГ. В рамках НСДПГ Вебер основал общество «Идеал» как своего рода «прикрытие» для группы «Спартак». В 1919 году, когда была основана КПГ, Вебер стал членом новой партии, но оставался в НСДПГ до 1920 года.

## Подъем в КПГ
Вебер начал свою карьеру в КПГ в 1919 году в качестве руководителя округа в Пфальце и был избран в Центральный комитет КПГ в 1920 году. В начале 1923 года он был назначен штатным секретарем Пфальцского округа КПГ, представлявшего левое оппозиционное течение, ставшее в 1924 году нынешним большинством. Однако, когда в 1925 году ЦК развалился вокруг «левой» группы во главе с Рут Фишер и Эрнстом Тельманом и «ультралевой» группы во главе с Вернером Шолемом, Артуром Розенбергом и Иваном Кацем, Вебер примкнул к «ультралевым». На 10-м партийном съезде КПГ в Берлине в 1925 году он был одним из спикеров этого ультралевого движения. Вместе с Артуром Розенбергом и Вернером Шолем был избран в новый ЦК, хотя ультралевые представляли лишь меньшинство делегатов на Берлинском партийном съезде.

## Покидая партию
Несмотря на то, что он был членом ЦК, Вебер был активен в левой оппозиции и был одним из соавторов «Письма 700», протестовавшего против направления Эрнста Тельмана. Когда эта ультралевая оппозиция распалась, он присоединился к оппозиции Веддинг с Пфальцским округом. Ганс Вебер жил в берлинском районе Веддинг и был фактическим лидером этой левой оппозиционной группы, которую также называли Веддингерско-Пфальцской оппозицией из-за ее связи с Пфальцем. На партийном съезде 1927 года он уже не был избран в ЦК, но первоначально еще был сотрудником ЦК. 14 марта 1928 г. он был исключен из КПГ за участие в имперской конференции оппозиции.

## Дальнейшая карьера
Поработав какое-то время в группе левых большевиков-ленинцев в Пфальце, Вебер ушел из активной политики в конце 1929 года и работал рекламщиком в «Internationale Arbeiterhilfe». Его заявление о восстановлении в КПГ было отклонено в октябре 1930 года. После 1933 года Ганс Вебер находился под наблюдением полиции, в конце концов работая рекламщиком журнала «Der Deutsche», бывшей профсоюзной газеты, которая перешла к Немецкому трудовому фронту.
В 1943 году Вебер был призван на работу в BASF и оставался в компании после окончания войны до выхода на пенсию. Он вступил в СДПГ в 1946 году, но позже вышел из партии. Ганс Вебер умер 15 января 1986 года.
Его брат Йозеф Вебер также принадлежал к КПГ и был членом Баварского государственного парламента с 1924 года.